# Joachim Kraft
Joachim Kraft (* 1963 in Hamburg) ist ein deutscher Verleger, Autor, und Funkamateur mit dem Rufzeichen DL8HCZ.
Er ist Verfasser von Veröffentlichungen über Ausbreitungsphänomene im Amateurfunk sowie Herausgeber der Amateurfunkzeitschriften DUBUS und Funk-Telegramm. Im Jahr 2024 wurde er vom US-Amateurfunkmagazin CQ Amateur Radio als fünfter Deutscher in die CQ Amateur Radio Hall of Fame („CQ-Amateurfunk-Ruhmeshalle“) aufgenommen.